# Kristi törnekrona
Kristi törnekrona (Euphorbia milii) är en växtart i familjen törelväxter. Dess naturliga utbredningsområde är begränsat till ön Madagaskar. Växten blir cirka 20 centimeter hög fullvuxen. 
I Sverige är den ganska vanlig som krukväxt.  

## Synonymer
- Euphorbia splendens Bojer ex Hooker.